# 仕奉
仕奉（しぶ）とは、「仕える」と「奉る」を組み合わせた語で、目上の人に仕えることの謙譲表現。歴史学においては、古代日本におけるヤマト王権（大和朝廷）やヤマト大王（天皇）に対する職務を通じた臣従行為を指し、それによって生み出される主従関係・社会関係を仕奉関係と表現する。国家・社会・主人のために私心を捨てて仕える「奉仕」とは異なる意味を持つ。

## 概要
古代日本における大王・王権に対して（集団としての）氏およびそのメンバーである氏人が臣従の意思を示すためには2つの方法があった。1つは物品を「たてまつる」という物質的な表現である“貢納”であり、もう1つは自らの身体で「つかえまつる」という人的な表現である”仕奉”であって、両者をもって政（政事・まつりごと）が構成されていた。
文献史料として『日本書紀』や『続日本紀』において「つかえまつる（仕え奉る）」という表現がみられ、出土史料として稲荷山古墳出土の金錯銘鉄剣における「杖刀人首として奉事」、江田船山古墳出土の銀象嵌銘大刀における「典曹人として奉事」という表現がみられる。職能集団として編成され、それぞれの職務を通じて王権や大王に仕え奉る仕組を「人制」と称する。
律令制においても朝廷・天皇に対する仕奉の意識は生き続け、官人はそれぞれの官職や身分に課せられた政の職務を通じた仕奉行為が存在し、百姓は戸籍に登録されて力役（庸・雑徭）の形態で仕奉を行い、また租税（租・調）の形態で貢納も合わせて行った。